# Trilobite Point
Der Trilobite Point ist ein Berggipfel im nordwestlichen Teil des Yellowstone-Nationalparks im US-Bundesstaat Wyoming. Sein Gipfel hat eine Höhe von 3051 m und ist Teil der Gallatin-Range in den Rocky Mountains. Der deutlich prominentere Mount Holmes befindet sich nur rund 800 m westlich.

## Belege
1. ↑  GNIS Detail - Trilobite Point. Abgerufen am 24. Dezember 2020.
2. ↑  Trilobite Point - Peakbagger.com. Abgerufen am 24. Dezember 2020.